# Восточный управленческий округ
Восточный управленческий округ — территориальное формирование в Свердловской области, не являющееся административно-территориальной единицей, но имеющее территориальный исполнительный орган государственной власти в виде администрации управленческого округа. Центр округа — город Ирбит.
Округ образован в 1997 году. Площадь округа составляет 62 211,3 км². Численность населения — 477 453 человек (на 2018 год). Управляющий округом — Клевец Николай Арсентьевич.
Администрация управленческого округа является территориальным межотраслевым исполнительным органом государственной власти Свердловской области, участвующим в выработке мер по обеспечению комплексного социально-экономического развития Свердловской области, координации деятельности территориальных отраслевых исполнительных органов государственной власти Свердловской области, осуществлению анализа и прогноза социально-экономического развития Свердловской области на территориях одной или нескольких административно-территориальных единиц Свердловской области.

## Состав
Согласно Областному закону от 24 декабря 1996 года N 58-ОЗ «Об исполнительных органах государственной власти Свердловской области», администрация Восточного управленческого округа Свердловской области находится в городе Ирбите и осуществляет деятельность на территориях следующих административно-территориальных единиц Свердловской области: 13 районов и 3 городов (городов областного значения).
| Административно- территориальная единица | Административный центр АТЕ | Муниципальные образования в границах АТЕ | Число АТЕ | Число АТЕ     | Число АТЕ        | Число АТЕ |
| Административно- территориальная единица | Административный центр АТЕ | Муниципальные образования в границах АТЕ | число вгр | число городов | число пгт (р.п.) | число c/c |
| ---------------------------------------- | -------------------------- | ---------------------------------------- | --------- | ------------- | ---------------- | --------- |
| Алапаевский район                        | город Алапаевск            | МО Алапаевское                           |           | 0             | 2                | 31        |
| Алапаевский район                        | город Алапаевск            | Махнёвское МО                            |           | 0             | 2                | 31        |
| Артёмовский район                        | город Артёмовский          | Артёмовский ГО                           |           | 1             | 0                | 8         |
| Байкаловский район                       | село Байкалово             | Байкаловский МР                          |           | 0             | 0                | 14        |
| Ирбитский район                          | пгт Пионерский             | Ирбитское МО                             |           | 0             | 1                | 20        |
| Камышловский район                       | город Камышлов             | Камышловский МР                          |           | 0             | 0                | 14        |
| Пышминский район                         | пгт Пышма                  | Пышминский ГО                            |           | 0             | 1                | 13        |
| Режевской район                          | город Реж                  | Режевской ГО                             |           | 1             | 0                | 9         |
| Слободо-Туринский район                  | село Туринская Слобода     | Слободо-Туринский МР                     |           | 0             | 0                | 13        |
| Таборинский район                        | село Таборы                | Таборинский МР                           |           | 0             | 0                | 8         |
| Тавдинский район                         | город Тавда                | Тавдинский ГО                            |           | 1             | 0                | 10        |
| Талицкий район                           | город Талица               | Талицкий ГО                              |           | 1             | 0                | 18        |
| Тугулымский район                        | пгт Тугулым                | Тугулымский ГО                           |           | 0             | 1                | 10        |
| Туринский район                          | город Туринск              | Туринский ГО                             |           | 1             | 0                | 15        |
| город Алапаевск                          | город Алапаевск            | МО город Алапаевск                       |           | 1             | 0                | 0         |
| город Ирбит                              | город Ирбит                | МО город Ирбит                           |           | 1             | 0                | 0         |
| город Камышлов                           | город Камышлов             | Камышловский ГО                          |           | 1             | 0                | 0         |
| ВСЕГО                                    |                            |                                          | 0         | 8             | 5                | 183       |

В рамках муниципального устройства области, управленческий округ включает образованные в границах административно-территориальных единиц соответственно 32 муниципальных образования:
- Муниципальное образование город Алапаевск
- Муниципальное образование Алапаевское
- Артёмовский городской округ
- Муниципальное образование город Ирбит
- Ирбитское муниципальное образование
- Камышловский городской округ
- Махнёвское муниципальное образование
- Пышминский городской округ
- Тавдинский городской округ
- Талицкий городской округ
- Тугулымский городской округ
- Туринский городской округ
- Режевской городской округ[1]
- Байкаловский муниципальный район
  - Баженовское сельское поселение
  - Байкаловское сельское поселение
  - Краснополянское сельское поселение
- Камышловский муниципальный район
  - Восточное сельское поселение
  - Галкинское сельское поселение
  - Зареченское сельское поселение
  - Калиновское сельское поселение
  - Обуховское сельское поселение
- Слободо-Туринский муниципальный район
  - Ницинское сельское поселение
  - Слободо-Туринское сельское поселение
  - Сладковское сельское поселение
  - Усть-Ницинское сельское поселение
- Таборинский муниципальный район
  - Кузнецовское сельское поселение
  - Таборинское сельское поселение
  - Унже-Павинское сельское поселение

## История
1 октября 2017 года  Областной закон от 20 мая 1997 года № 32-ОЗ «О Восточном управленческом округе» утратил силу, а администрация управленческого округа стала действовать согласно закону Свердловской области «Об исполнительных органах государственной власти Свердловской области», в частности, Главе III. Территориальные исполнительные органы государственной власти Свердловской области.